# Jutta Zimmermann
Jutta Zimmermann (* 1963 in Müllheim) ist eine deutsche Anglistin.

## Leben
Sie erwarb 1990 das Staatsexamen und Magister in Englisch und Deutsch an der Albert-Ludwigs-Universität Freiburg. Nach der Promotion 1993 in Freiburg im Breisgau und der Habilitation 2003 an der Friedrich-Schiller-Universität Jena ist sie seit 2008 Professorin für Nordamerikastudien an der Universität Kiel.
Ihre Forschungsinteressen sind Fiktion des 19. und 20. Jahrhunderts in Kanada und den USA, 20. Jahrhundert und zeitgenössisches amerikanisches Drama, kulturelles Gedächtnis und Trauma, Multikulturalismus in Literatur, postkolonialer Literatur und Theorie, literarischer Regionalismus, Inseln im Atlantik; Inseln als Modelle kultureller Identität, Anoetik - Formen und Funktionen des Unverständnisses, Literatur des amerikanischen Südens, indische diasporische Identitäten in Nordamerika, interdisziplinäre Perspektiven auf Intersektionalität und Multinarrative.

## Schriften (Auswahl)
- Metafiktion im anglokanadischen Roman der Gegenwart. Trier 1996, ISBN 3-88476-178-1.
- mit Britta Salheiser (Hg.): Ethik und Moral als Problem der Literatur und Literaturwissenschaft. Berlin 2006, ISBN 3-428-12033-7.
- Dialog, Dialogizität, Interdiskursivität. Die Geschlechterfrage im amerikanischen realistischen Roman. Paderborn 2006, ISBN 3-506-71754-5.
- mit Elisabeth Winkler (Hg.): Atlantic islands in the Americas. Sites of culture contact and identity formation. Würzburg 2017, ISBN 3-8260-6179-9.